# Eleanor Graham
Eleanor Graham (ur. 9 stycznia 1896 roku w Walthamstow, zm. 8 marca 1984 roku w Londynie) – brytyjska pisarka; autorka książek dla dzieci.
Pracowała również jako redaktor książek dla wydawnictw Heinemann, Methuen Publishing i Penguin Books oraz recenzent książek dla dzieci, między innymi dla The Sunday Times. Wcześniej, pracowała na misjach humanitarnych Muriel Paget w Czechosłowacji.
W roku 1961 otrzymała nagrodę Eleanor Farjeon Award.

## Wybrane utwory
- 1938: The Children Who Lived in a Barn[2]
- 1952: Opowieść o Dickensie (The Story of Charles Dickens)[3]
- 1953: A Puffin Book of Verse
- 1960: The Story of Jesus